# 外寇松地區

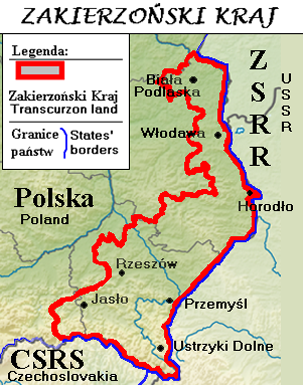
Zakerzonia

外寇松地區（烏克蘭語：Закерзоння）是波蘭東南部、寇松線以西，在波蘭在二次大戰時被入侵前、有大量烏克蘭人聚居的地區的非正式名稱，包括蘭科人、博伊科人和卢森尼亚人。
外寇松顧名思義就是「寇松線」以外的領土，烏克蘭語稱為Zakerzons'kyi krai（「外寇松邊疆區」）。二戰後波蘭邊界重整後有大約70萬烏克蘭人或操烏克蘭語的人居住在波蘭新邊界內。他們「在海烏姆至克拉科夫之間的一條狹長地帶內佔了人口多數」。
主張烏克蘭獨立的烏克蘭反抗軍，在控制區面積最大的時期，聲稱要建立一個「外寇松共和國」。
當地的人口構成在以1944至46年間波蘭對烏克蘭人向蘇聯的驅逐以及1947年維斯瓦行動為首、對烏克蘭人進行強制遷移後起了很大的變化。